# 18930 Атрея
18930 Атрея (18930 Athreya) — астероїд головного поясу, відкритий 24 серпня 2000 року.
Тіссеранів параметр щодо Юпітера — 3,309.